# جينيفر إيفانز
جينيفر إيفانز (بالإنجليزية: Jennifer Evans)‏ هي ممثلة بريطانية، ولدت في 26 نوفمبر 1982 في ويلز في المملكة المتحدة.

## وصلات خارجية
- جينيفر إيفانز على موقع IMDb (الإنجليزية)
- جينيفر إيفانز على موقع ألو سيني (الفرنسية)
- جينيفر إيفانز على موقع أول موفي (الإنجليزية)
- جينيفر إيفانز على موقع قاعدة بيانات الفيلم (الإنجليزية)
- جينيفر إيفانز على موقع كينوبويسك (الروسية)